# سياسة التأشيرات في كينيا

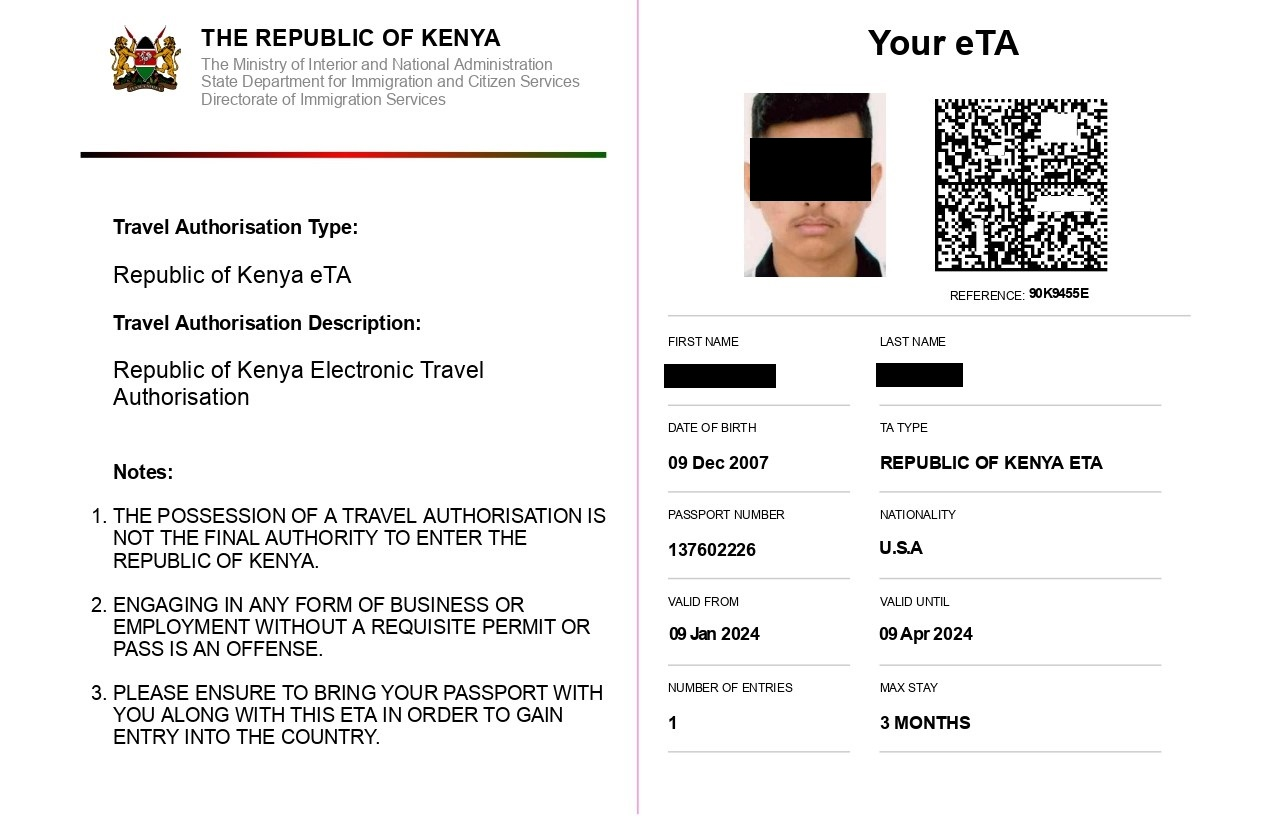
نموذج من تصريح السفر الإلكتروني الكيني (eTA)

ألغت كينيا متطلبات التأشيرة لجميع الزوار الأجانب اعتبارًا من 1 يناير 2024، واستعاضت عنها بنظام تصريح السفر الإلكتروني (eTA).
يجب على معظم الزوار الحصول على تأشيرة إلكترونية قبل السفر، إلا إذا كانوا من مواطني الدول المُعفاة من متطلبات هذا التصريح.

## خريطة سياسة التأشيرات

سياسة التأشيرات في كينيا (جميع الزوار معفيون من التأشيرة لمدة 90 يومًا)
كينيا
لا حاجة لتأشيرة إلكترونية ويمكن الدخول ببطاقة هوية
لا حاجة لتأشيرة إلكترونية
تأشيرة إلكترونية مطلوبة بدون رسوم
تأشيرة إلكترونية مطلوبة مقابل رسوم

## تأشيرة إلكترونية
اعتبارًا من 1 يناير 2024، يجب على مواطني جميع الدول -باستثناء المدرجة أدناه- التقدّم مسبقًا للحصول على تأشيرة إلكترونية. فيما يلي بعض التفاصيل حول التقديم:
- يمكن تقديم الطلبات قبل 90 يومًا من موعد السفر، ويجب تقديمها قبل 3 أيام على الأقل.
- تبلغ رسوم التأشيرة الإلكترونية 32.50 دولارًا أمريكيًا.
- تأشيرة إلكترونية صالحة للدخول لمرة واحدة، ولكن يمكن لحامليها مغادرة كينيا إلى دول مجموعة شرق أفريقيا والعودة طالما أن التصريح لا يزال ساريًا.
- يجب تقديم إثبات حجز الفندق (أو خطاب دعوة إن كان الإقامة لدى أصدقاء).
- مطلوب شهادة تطعيم ضد الحمى الصفراء إذا كان المسافر قادمًا من دول موبوءة.

### الإعفاء
لا تُطلب التأشيرة الإلكترونية من مواطني الدول التالية قبل دخول كينيا:
| - بوروندي - جمهورية الكونغو الديمقراطية - روانداID | - جنوب السودان - تنزانيا - أوغنداID |  |

| - الباهاما - بربادوس - بليز - بوتسوانا - بروناي - جزر القمر - جمهورية الكونغو - قبرص - دومينيكا - إريتريا - إسواتيني - إثيوبيا - فيجي - غامبيا - غانا | - غرينادا - غيانا - جامايكا - كيريباس - ليسوتو - مالاوي - ماليزيا - جزر المالديف - موريشيوس - موزمبيق - ناميبيا - ناورو - بابوا غينيا الجديدة - سانت كيتس ونيفيس - سانت لوسيا | - سانت فنسنت والغرينادين - ساموا - سان مارينو - سيشل - سيراليون - سنغافورة - جنوب أفريقيا - تونغا - ترينيداد وتوباغو - توفالو - فانواتو - زامبيا - زيمبابوي |  |

| - الجزائر - أنغولا - بنين - بوركينا فاسو - الرأس الأخضر - الكاميرون - جمهورية أفريقيا الوسطى - تشاد - ساحل العاج | - جيبوتي - مصر - غينيا الاستوائية - الغابون - غينيا - غينيا بيساو - ليبيريا - مدغشقر - مالي | - موريتانيا - المغرب - النيجر - نيجيريا - ساو تومي وبرينسيب - السنغال - السودان - توغو - تونس |  |

ID - يمكن دخول كينيا ببطاقة هوية وطنية بدلًا من جواز السفر.

### تغييرات مستقبلية
وقعت كينيا اتفاقيات إعفاء من التأشيرة مع الدول التالية، لكنها لم تدخل حيز التنفيذ بعد:
| الدولة    | نوع الجوازات | تاريخ توقيع الاتفاقية |
| --------- | ------------ | --------------------- |
| أنغولا    | جميعها       | 21 أكتوبر 2023        |
| إندونيسيا | عادية        | 21 أغسطس 2023         |

## تأشيرة السياحة لشرق أفريقيا
في فبراير 2014، أصدرت كينيا ورواندا وأوغندا تأشيرة سياحة لشرق أفريقيا. تبلغ رسوم التأشيرة 100 دولار أمريكي، ولا توجد قيود على الجنسية. وهي تأشيرة دخول متعددة لمدة 90 يومًا غير قابلة للتمديد، ويجب استخدامها أولاً لدخول الدولة التي أصدرتها.

## التاريخ

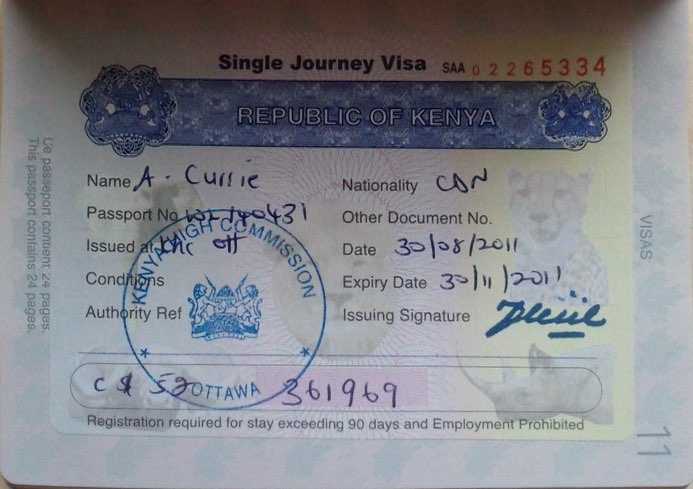
ملصق تأشيرة كينية لرحلة واحدة

تم تمديد اتفاقية الإعفاء من التأشيرة بين سان مارينو والمملكة المتحدة لعام 1949 لتشمل كينيا وسان مارينو في عام 1963 ولا تزال سارية.
تعد الاتفاقية ذات قيمة رمزية لمواطني كينيا لكنها تؤثر على حاملي جوازات سفر سان مارينو.
في 30 أكتوبر 2023، أعلن الرئيس ويليام روتو عن إلغاء وشيك لمتطلبات التأشيرة لجميع الزوار من أفريقيا بحلول نهاية العام.
وفي 12 ديسمبر 2023، وخلال احتفالات كينيا بالعيد الستين للاستقلال، أعلن الرئيس توسيع المرسوم ليشمل جميع دول العالم، ابتداءً من يناير 2024.
قبل إلغاء متطلبات التأشيرة لجميع الدول واعتماد برنامج التصريح الإلكتروني (تأشيرة إلكترونية)، كان بإمكان مواطني الدول التالية زيارة كينيا بدون تأشيرة لمدة تصل إلى 90 يومًا (إلا إذا ذُكر خلاف ذلك):
| - الباهاما - بربادوس - بليز - بوتسوانا - بروناي - بوروندي - جمهورية الكونغو الديمقراطية - قبرص - دومينيكا - إريتريا - إسواتيني - إثيوبيا | - فيجي - غامبيا - غانا - غرينادا - جامايكا - كيريباس - ليسوتو - مالاوي - ماليزيا1 - جزر المالديف - موريشيوس - موزمبيق | - ناميبيا - ناورو - بابوا غينيا الجديدة - رواندا - سانت كيتس ونيفيس - سانت لوسيا - سانت فنسنت والغرينادين - ساموا - سان مارينو - سيشل - سيراليون - سنغافورة | - جزر سليمان - جنوب أفريقيا1 - جنوب السودان - تنزانيا - تونغا - ترينيداد وتوباغو - توفالو - أوغندا - فانواتو - زامبيا - زيمبابوي |

1 - 30 يومًا
بالإضافة إلى ذلك، كانت المجموعات التالية معفاة من التأشيرات:
- الأطفال دون سن 16 عامًا، بغض النظر عن الجنسية؛
- ركاب الترانزيت إذا لم يغادروا السفينة أو منطقة الترانزيت الدولية في المطار؛
- حاملو جوازات السفر الدبلوماسية أو الرسمية أو الخدمية من البرازيل، كوبا وتركيا، وجوازات السفر الدبلوماسية والخدمية من الصين وإيران، وجوازات السفر الدبلوماسية من الهند، إسرائيل ونيجيريا؛
- حاملو تصريح المرور الصادر عن Africa Re، اتحاد شركات الطيران الأفريقية، صندوق الإسكان الأفريقي، البنك الأفريقي للتنمية، الاتحاد الأفريقي للإذاعة، الاتحاد الأفريقي، البنك العربي للتنمية الاقتصادية في أفريقيا، السوق المشتركة لشرق وجنوب أفريقيا، منظمة مكافحة الجراد الصحراوي في وسط وجنوب أفريقيا، المركز البيئي للاتصال الدولي، الاتحاد الأوروبي، الهيئة الحكومية للتنمية، منظمة العمل الدولية، صندوق النقد الدولي، المركز الدولي للبطاطا، منظمة مكافحة الجراد الأحمر في أفريقيا، الأمم المتحدة والبنك الدولي؛
- الأفراد العاملون في القوات المسلحة البريطانية؛
- أفراد طاقم الطائرات لمدة تصل إلى 7 أيام، وطاقم السفن لمدة تصل إلى 14 يومًا؛
- مالكو الطائرات الخاصة الذين يتوقفون للتزود بالوقود دون مغادرة المطار.

بعد تطبيق برنامج التأشيرة الإلكترونية، أصبح المواطنون من الدول التي كانت سابقًا معفاة من التأشيرة (باستثناء دول مجموعة شرق أفريقيا) ملزمين بالدفع والحصول على تأشيرة إلكترونية قبل الوصول إلى كينيا، مما أدى إلى انتقادات باعتبار البرنامج مزعجًا للمسافرين. وردًا على ذلك، أقر المتحدث باسم الحكومة الكينية بوجود "مشكلات في المراحل الأولى"، لكنه أكد أنها "ستتحسن مع الوقت"، ووعد بإجراء مراجعة بعد التطبيق الأولي للبرنامج.
في 30 مايو 2025، أُدخلت تعديلات كبيرة على برنامج التأشيرة الإلكترونية eTA، حيث تم توسيع قائمة المعفيين من الحصول على التصريح لتشمل معظم المواطنين الأفارقة (باستثناء مواطني ليبيا والصومال)، بالإضافة إلى دول أخرى كانت معفاة من التأشيرة سابقًا قبل تطبيق البرنامج.

## أنظر أيضًا
- متطلبات الحصول على تأشيرة لمواطني كينيا